# Astipalea
Astipalea (gr. Αστυπάλαια) – grecka wyspa na Morzu Egejskim, należąca do archipelagu Dodekanez.
Leży w administracji zdecentralizowanej Wyspy Egejskie, w regionie Wyspy Egejskie Południowe, w jednostce regionalnej Kalimnos, w gminie Astipalea.
Powierzchnia wyspy wynosi około 97 km², a populacja 1238 mieszkańców (2001). Do wyspy należy również kilka niezamieszkanych wysepek, z których największymi są Sirna oraz Ofidusa. Astipalea jest głównie górzystą wyspą ze wzniesieniami nawet do 500 m n.p.m. Zbudowana jest z wapieni i fliszu. Na wyspie znajdują się także nieliczne plaże kamieniste. Stolicą wyspy jest Astipalea, gdzie znajduje się port obsługujący promy do Pireusu oraz głównych wysp archipelagu Dodekanez. Na wyspie dostępne są połączenia lotnicze między Astipaleą a Atenami.
Ludność wyspy zajmuje się rybołówstwem oraz uprawą jęczmienia, fasoli i drzew cytrusowych. Na wyspie rozwinęła się turystyka.

## Historia
W mitologii greckiej Astipalea miała być kobietą porwaną przez boga mórz Posejdona.
W starożytności wyspa została skolonizowana przez miasto-państwo Megara, a następnie osiedlanie na wyspie kontynuowali Rzymianie. W średniowieczu Astipalea należała do Bizancjum, którzy byli we władaniu wyspy aż do roku 1207 kiedy po IV wyprawie krzyżowej wyspa przeszła we władanie weneckiej rodziny Qerini. W roku 1522 Astipalie zajęli Turcy, którzy władali wyspą aż do roku 1912, z wątkiem lat 1821–1828 kiedy zajęli ją Grecy w trakcie trwania greckiej wojny o niepodległość.
Turcy utracili wyspę w 1912 na rzecz Włochów po przegranej w Wojnie włosko-tureckiej. Astipalea pozostawała w rękach włoskich do roku 1947, kiedy oficjalnie wyspa została przekazana Grecji.

## Dodatkowe informacje o wyspie
- Niezamieszkane wyspy wchodzące w skład wyspy: Sirna, Ofidusa, Awgo, Zilano, Ajia Kiriakí, Kutsomiti
- Miasta: Astipalea (1038 mieszkańców), Anagipsi (149 mieszkańców), Liwadi (39 mieszkańców), Vati (14 mieszkańców)